# (2675) Tolkien
Pour les articles homonymes, voir Tolkien (homonymie).
(2675) Tolkien est un astéroïde de la ceinture principale découvert par Martin Watt en 1982.
Il a été ainsi baptisé en référence à J. R. R. Tolkien, philologue et écrivain britannique auteur de Bilbo le Hobbit et du Seigneur des anneaux.

## Compléments